# Важная
Важная — деревня в Шацком районе Рязанской области России. Входит в состав Куплинского сельского поселения.

## География
Деревня находится в юго-восточной части Рязанской области, в лесостепной зоне, в пределах Окско-Донской равнины, на левом берегу реки Выша в километре от впадения её в Цну, на расстоянии примерно 25 километров (по прямой) от города Шацка, административного центра района и 168 км от областного центра города Рязань. 

Улицы Берёзовая, Набережная, Школьная.

### Климат
Климат характеризуется как умеренно континентальный, с тёплым летом и умеренно холодной зимой. Среднегодовая температура воздуха — 3,8 °C. Средняя температура воздуха самого холодного месяца (января) — −11,4 °C (абсолютный минимум — −40 °C); самого тёплого месяца (июля) — 19 °C (абсолютный максимум — 39 °C). Безморозный период длится 135—155 дней. Среднегодовое количество осадков — 558 мм, из которых 365 мм выпадает в период с апреля по октябрь. Снежный покров держится в течение 120—147 дней.

## Население
| 1989 | 2010 | 2012 |
| ---- | ---- | ---- |
| 250  | ↘130 | ↗165 |

## Известные жители
В деревне жила гражданская жена «отца русской авиации» Н. Е. Жуковского и мать его детей Надежда Сергеевна Сергеева. В 1904 году здесь она умерла от туберкулёза лёгких и здесь же была похоронена.

## Инфраструктура
Личное подсобное хозяйство с зоной сельскохозяйственного использования, индивидуальная застройка усадебного типа.
Основа экономики — сельское хозяйство.
Важновская средняя школа.

## Достопримечательности
Мемориал воинам, павшим в годы Великой Отечественной войны

## Транспорт
Автобусное сообщение с райцентром. Остановка общественного транспорта «Важновская школа». 
Через деревню шёл почтовый тракт из г. Шацка в г. Спасск.